# Harry Hopkins
Harry Lloyd Hopkins (17. august 1890 – 29. januar 1946) var en af den amerikanske præsident Franklin Delano Roosevelts nærmeste rådgivere. Han var en af arkitekterne bag reformprogrammet New Deal, især hjælpeprogrammerne under Works Progress Administration (WPA), som han ledede og udbyggede til den største arbejdsgiver i landet. Under 2. Verdenskrig var han Roosevelts vigtigste diplomatiske rådgiver og problemløser. Han var nøglepersonen ved vedtagelsen af Lend-Lease lovgivningen, som var grundlaget for amerikansk støtte til de allierede.

## Tidlige år
Harry Hopkins blev født på 512 Tenth Street i Sioux City, Iowa, fjerde barn blandt fire sønner og en datter af David Aldona og Anna (født Pickett) Hopkins. Hans far, der var født i Bangor, Maine, drev en forretning med seletøj efter en omtumlet karriere som sælger, guldgraver, butiksejer og bowlingbane operatør, men hans største interesse var bowling, og han vendte tilbage til det som forretning. Anna Hopkins var født i Hamilton i Ontario, men var i en ung alder flyttet til Vermillion, South Dakota, hvor hun giftede sig med David. Hun var dybt religiøs og aktiv i metodistkirken. Kort efter at Harry blev født, flyttede familien efter tur til Council Bluffs, Iowa, Kearney og Hastings, Nebraska. De boede to år i Chicago og slog sig endelig ned i Grinnell, Iowa.
Hopkins gik på Grinnell College og kort efter hans eksamen i 1912 accepterede han en stilling ved Christodora House, en social koloni i ghettoen i New York Citys Lower East Side. I foråret 1913 fik han en stilling ved New Yorks Association for Improving the Condition of the Poor (AICP) som "venlig besøgende" og leder af beskæftigelseskontoret. I oktober 1913 giftede Harry Hopkins sig med Ethel Gross og parret fik tre sønner: David (1914-1980), Robert (1921-2007) og Stephen (1925-1944) samt en datter Barbara. I 1927 forelskede Hopkins sig i Barbara Duncan, en sekretær fra Michigan. Efter at være blevet skilt fra sin første kone, giftede han sig med Duncan i 1929. De fik en datter, Diana, i 1932. Hans anden kone døde af kræft i oktober 1937 og den 30. juli 1942 giftede han sig med Mrs. Louise Macy (død 1963). En af sønnerne, Stephen, blev dræbt i kamp på Marshalløerne i 1944.

## Socialt arbejde
I 1915 udpegede New Yorks borgmester John Purroy Mitchel Hopkins til leder af kontoret for børns velfærd, som administrerede pensioner til mødre med forsørgelsespligt.
I starten var Hopkins modstander af USA's indtræden i 1. Verdenskrig, men da krigen var blevet erklæret i 1917 støttede han den energisk. Han blev kasseret ved session fordi havde havde et dårligt øje. Hopkins flyttede til New Orleans hvor han arbejdede for det amerikanske Røde Kors som direktør for den civile nødhjælp i Golfområdet. Det blev senere slået sammen med den sydvestlige division af Røde Kors, og Hopkins, som nu havde hovedkvarter i Atlanta, blev udnævnt til administrerende direktør i 1921. Hopkins deltog i udarbejdelsen af vedtægterne for American Association of Social Workers (AASW) og blev valgt til organisationens præsident i 1923.
I 1922 vendte Hopkins tilbage til New York City hvor han blev generaldirektør for New Yorks tuberkuloseforening. I hans embedstid voksede foreningen enormt og opslugte New Yorks hjerteforening.
I 1931 udpegede New Yorks guvernør Franklin D. Roosevelt direktøren for R. H. Macys varehus Jesse Straus til præsident for Temporary Emergency Relief Administration (TERA). Straus udpegede Hopkins, som dengang var ukendt for Roosevelt, til TERA's administrerende direktør. Hans effektive administration af den oprindelige bevilling på $20 mio. fangede Roosevelts opmærksomhed og i 1932 forfremmede han Hopkins til præsident for TERA. Hopkins og Eleanor Roosevelt indledte et langt venskab, som styrkede hans rolle i nødhjælpsprogrammer.

## New Deal
I marts 1933 tilkaldte Roosevelt Hopkins til Washington som regeringens nødhjælps administrator. Da han var overbevist om, at betalt arbejde havde større psykologisk værdi end kontante udbetalinger, prøvede han at fortsætte og udvide staten New Yorks program for beskæftigelsesarbejder, Temporary Emergency Relief Administration. Han styrede Federal Emergency Relief Administration (FERA), Civil Works Administration (CWA) og Works Progress Administration (WPA). Over 90% af de folk, som var beskæftiget i Hopkins' programmer var arbejdsløse eller på bistand. Han havde en fejde med Harold Ickes, som havde et lignende program PWA, som også skabte jobs, men ikke krævede at ansøgere skulle være arbejdsløse eller på bistand.
FERA, det største program fra perioden 1933-35, indebar at man gav penge til steder til at drive beskæftigelsesarbejder, der kunne beskæftige dem som var på direkte bistandshjælp. CWA fungerede på samme måde, men her var det ikke et krav at de ansatte var på bistandshjælp for at få regeringsbetalte jobs. På mindre end fire måneder havde Civil Works Administration hyret 4 mio. mand, og i løbet af sin 6 måneders driftstid byggede og reparerede CWA 200 svømmebassiner, 3.700 legepladser, 40.000 skoler, 400.000 km vej og 3.650 km kloakrør.
Works Progress Administration, som efterfulgte CWA, beskæftigede 8,5 mio. personer i løbet af sine syv års historie på 1,4 mio. projekter, herunder bygning og reparation af 103 golf pladser, 1.000 lufthavne, 2.500 hospitaler, 2.500 sports stadioner, 3.900 skoler, 8.192 parker, 12.800 legepladser, 124.031 broer, 125.110 offentlige bygninger og 1.047.823 km veje. WPA fungerede på egen hånd og udvalgte projekter i samarbejde med lokale og delstatsregeringer, men gennemførte dem med egne folk og budget. Hopkins startede programmer for unge (National Youth Administration) og for kunstnere og forfattere (Federal One). Han og Eleanor Roosevelt arbejdede sammen om at reklamere for og forsvare hjælpeprogrammerne i New Deal. Han var bekymret for landområderne, men blev mere og mere fokuseret på byerne under Depressionen.

## Anden Verdenskrig
Under 2. Verdenskrig fungerede Hopkins som FDR's uofficielle udsending til den britiske premierminister Winston Churchill og den sovjetiske diktator Josef Stalin. Ved at besøge Storbritannien i foråret 1941 fik han stor indflydelse på udformningen af politikken omkring det enorme $50 mia. Lend-Lease program, især vedrørende forsyninger, først til Storbritannien og senere (efter den tyske invasion) også til Sovjetunionen. Man tog til Moskva i juli 1941 for at tage personlig kontakt med Stalin. Hopkins anbefalede, og præsidenten accepterede, at Sovjetunionen blev taget med i Lend-Lease programmet. Han fulgtes derefter med Churchill til Atlanterhavs konferencen. Hopkins talte for en krig mod Tyskland, og overtalte Roosevelt til at bruge flåden til at beskytte konvojer inden USA kom ind i krigen i december 1941. Roosevelt tog ham med som rådgiver ved sine møder med Churchill i Cairo, Teheran, Casablanca i 1942-43 samt Jalta konferencen i 1945. Han var en stærk støtte af Kina, som fik Lend Lease bistgand til sin hær og luftvåben. Hopkins havde større diplomatisk magt end hele udenrigsministeriet. Han hjalp med til at identificere og støtte adskillige mulige ledere, herunder Dwight D. Eisenhower. Han fortsatte med at bo i Det Hvide Hus og så præsidenten oftere end nogen anden rådgiver. Selv om Hopkins helbred, som altid havde været dårligt, blev stadig ringere, sendte Roosevelt ham på yderligere rejser til Europa i 1945. Han deltog i Jalta-konferencen i februar 1945. Han prøvede på at tage sin afsked efter Roosevelts død, men præsident Harry S. Truman, anerkendte værdien af hans indsats og sendte ham på en yderligere mission til Moskva.

## Kontrovers
Hopkins var den øverste amerikanske embedsmand der havde til opgave at forhandle med sovjetiske ledere under 2. Verdenskrig og talte med mange russere – fra mellemledere til det højeste niveau. Han forklarede ofte Stalin hvad Roosevelt i hemmelig planlagde at gøre for at få sovjetisk støtte til amerikanske mål. Som en af de betydningsfulde beslutningstagere i Lend Lease fremskyndede han afsendelse af så mange krigsvigtige forsyninger som muligt til Rusland, som Kongressen havde givet ordre til. Som det var almindeligt i totalitære regimer, oplyste de russere, som Hopkins talte med, det til NKVD. På trods af, at ingen nogensinde har kunnet pege på konkrete eksempler på hemmeligheder, som Hopkins videregav, men som ikke skulle have været givet videre, eller en beslutning hvor han forvanskede amerikanske prioriteter for at støtte kommunismen har der i tidens løb været forsøg på at sværte ham til som sovjetsympatisør eller endda en aktiv agent.
En Venona rapport fra 1943 underskrevet af Ahkmerov afslørede, at hemmelige diskussioner mellem Roosevelt og Churchill var blevet rapporteret af en agent med kodenavnet "19", som også var til stede ved mødet. Militærhistorikeren Eduard Mark konkluderede efter at have undersøgt Venona materialet, at "19" var Harry Hopkins, da kun Hopkins kunne have fået lov til at deltage i hemmelige møder med Churchill.

## Død og eftermæle
Den kæderygende Hopkins døde i New York i januar 1946. Han bukkede under i et langt og udmarvende slag mod kræft i maven, som i årevis havde gjort ham til et udtæret vrag. Hans udbrud af energi under kriser blev ofte fulgt af lange perioder hvor han var afkræftet. Hans lig blev kremeret og han blev bisat i sin gamle hjemby Grinnell i Iowa.
En bygning på Grinnell College campus er opkaldt efter ham.

### Sekundære kilder
- Adams, Henry Hitch. Harry Hopkins: A Biography (1977)
- Andrew, Christopher and Gordievsky, Oleg. KGB: The Inside Story, HarperCollins, (1990).
- Hopkins, June. Harry Hopkins: Sudden Hero, Brash Reformer (1999) biography by HH's granddaughter.
- Hopkins, June. "The Road Not Taken: Harry Hopkins and New Deal Work Relief" Presidential Studies Quarterly Vol. 29, 1999
- Howard; Donald S. The WPA and Federal Relief Policy (1943)
- Kurzman, Paul A. "Harry Hopkins and the New Deal", R. E. Burdick Publishers (1974)
- McJimsey George T. Harry Hopkins: Ally of the Poor and Defender of Democracy (1987), biography.
- Meriam; Lewis. Relief and Social Security The Brookings Institution. 1946. Highly detailed analysis and statistical summary of all New Deal relief programs; 900 pages
- Sherwood, Robert E. Roosevelt and Hopkins (1948), memoir by senior FDR aide; Pulitzer Prize. Enigma Books (2008)
- Singleton, Jeff. The American Dole: Unemployment Relief and the Welfare State in the Great Depression (2000)
- Smith, Jason Scott. Building New Deal Liberalism: The Political Economy of Public Works, 1933-1956 (2005)
- Smith, Jean Edward. FDR, Random House (2007)
- Romerstein, Herbert and Breindel, Eric. The Venona Secrets: Exposing Soviet Espionage and America's Traitors, Regnery Publishing, Inc., (2000).
- Jordan, George Racey. From Major Jordan's Diaries, Harcourt, Brace and Company (1952).
- "Harry Lloyd Hopkins". Dictionary of American Biography, Supplement 4: 1946-1950. American Council of Learned Societies, 1974.

### Anden Verdenskrig
- Allen, R.G.D. "Mutual Aid between the U.S. and the British Empire, 1941—5", in Journal of the Royal Statistical Society no. 109 #3, 1946. pp 243-77 online at www.jstor.org detailed statistical data on Lend Lease
- Clarke, Sir Richard. Anglo-American Economic Collaboration in War and Peace, 1942-1949. (1982), British perspective
- Dawson, Raymond H. The Decision to Aid Russia, 1941: Foreign Policy and Domestic Politics (1959)]
- Dobson, Alan P. U.S. Wartime Aid to Britain, 1940-1946 London, 1986.
- Herring Jr. George C. Aid to Russia, 1941-1946: Strategy, Diplomacy, the Origins of the Cold War (1973)]
- Kimball, Warren F. The Most Unsordid Act: Lend-Lease, 1939-1941 (1969).
- Louis, William Roger. Imperialism at Bay: The United States and the Decolonization of the British Empire, 1941-1945. 1977.
- Reynolds, David. The Creation of the Anglo-American Alliance 1937-1941: A Study on Competitive Cooperation (1981)
- Thorne, Christopher. Allies of a Kind: The United States, Britain and the War Against Japan, 1941-1945 1978.
- Woods, Randall Bennett. A Changing of the Guard: Anglo-American Relations, 1941-1946 (1990)

## Eksterne kilder
- Living New Deal project, California
- Posters from the WPA at the Library of Congress
- Database of WPA murals Arkiveret 5. december 2012 hos  hos Archive.is
- Text and Graphics from 1937 WPA Brochure: "Our Job with the WPA" Arkiveret 11. juli 2011 hos  Wayback Machine
- Text and Graphics from 1939 WPA Brochure: "QUESTION'S AND ANSWERS ON THE WPA" Arkiveret 11. juli 2011 hos  Wayback Machine
- WPA Membership Card and Lapel Pin Arkiveret 11. juli 2011 hos  Wayback Machine
- Samples of WPA Work Assignment Forms used in the 1930s Arkiveret 11. juli 2011 hos  Wayback Machine
- How We Gave the Russians the Bomb, David Martin, 3. december 2006.
- Amazon